# Distrito do Reno-Neckar
O Distrito do Reno Neckar ou do Reno-Necar (em alemão:  Rhein-Neckar-Kreis) é um distrito da Alemanha, na região administrativa de Karlsruhe, estado de Baden-Württemberg.

## Cidades e municípios
| Cidades (Städte)       | Cidades (Städte) | Cidades (Städte)             | Cidades (Städte) | Cidades (Städte) |
| ---------------------- | ---------------- | ---------------------------- | ---------------- | ---------------- |
|                        |                  | Eberbach                     | 15 258           | 81,2 km²         |
|                        |                  | Eppelheim                    | 14 629           | 5,6 km²          |
|                        |                  | Hemsbach                     | 12 230           | 12,9 km²         |
|                        |                  | Hockenheim                   | 21 031           | 34,8 km²         |
|                        |                  | Ladenburg                    | 11 473           | 19 km²           |
|                        |                  | Leimen                       | 26 932           | 20,6 km²         |
|                        |                  | Neckarbischofsheim           | 3 946            | 26,4 km²         |
|                        |                  | Neckargemünd                 | 14 032           | 26,2 km²         |
|                        |                  | Rauenberg                    | 7 631            | 11,1 km²         |
|                        |                  | Schönau                      | 4 696            | 22,5 km²         |
|                        |                  | Schriesheim                  | 14 855           | 31,6 km²         |
|                        |                  | Schwetzingen                 | 22 159           | 21,6 km²         |
|                        |                  | Sinsheim                     | 35 517           | 127 km²          |
|                        |                  | Waibstadt                    | 5 659            | 25,6 km²         |
|                        |                  | Walldorf                     | 14 774           | 19,9 km²         |
|                        |                  | Weinheim                     | 43 692           | 58,1 km²         |
|                        |                  | Wiesloch                     | 25 897           | 30,3 km²         |
| Municípios (Gemeinden) |                  |                              |                  |                  |
|                        |                  | Altlußheim                   | 5 296            | 16 km²           |
|                        |                  | Angelbachtal                 | 5 002            | 17,9 km²         |
|                        |                  | Bammental                    | 6 498            | 12,2 km²         |
|                        |                  | Brühl                        | 14 256           | 10,2 km²         |
|                        |                  | Dielheim                     | 8 933            | 22,7 km²         |
|                        |                  | Dossenheim                   | 12 008           | 14,1 km²         |
|                        |                  | Edingen-Neckarhausen         | 14 127           | 12 km²           |
|                        |                  | Epfenbach                    | 2 517            | 13 km²           |
|                        |                  | Eschelbronn                  | 2 572            | 8,2 km²          |
|                        |                  | Gaiberg                      | 2 427            | 4,2 km²          |
|                        |                  | Heddesbach                   | 494              | 8,2 km²          |
|                        |                  | Heddesheim                   | 11 566           | 14,7 km²         |
|                        |                  | Heiligkreuzsteinach          | 3 054            | 19,6 km²         |
|                        |                  | Helmstadt-Bargen             | 3 793            | 28 km²           |
|                        |                  | Hirschberg an der Bergstraße | 9 405            | 12,4 km²         |
|                        |                  | Ilvesheim                    | 7 768            | 5,9 km²          |
|                        |                  | Ketsch                       | 12 808           | 16,5 km²         |
|                        |                  | Laudenbach                   | 6 110            | 10,3 km²         |
|                        |                  | Lobbach                      | 2 401            | 14,9 km²         |
|                        |                  | Malsch                       | 3 401            | 6,8 km²          |
|                        |                  | Mauer                        | 3 919            | 6,3 km²          |
|                        |                  | Meckesheim                   | 5 343            | 16,3 km²         |
|                        |                  | Mühlhausen (Kraichgau)       | 8 218            | 15,3 km²         |
|                        |                  | Neidenstein                  | 1 820            | 8,5 km²          |
|                        |                  | Neulußheim                   | 6 675            | 3,4 km²          |
|                        |                  | Nußloch                      | 10 734           | 13,6 km²         |
|                        |                  | Oftersheim                   | 10 686           | 12,8 km²         |
|                        |                  | Plankstadt                   | 9 559            | 8,4 km²          |
|                        |                  | Reichartshausen              | 2 015            | 10 km²           |
|                        |                  | Reilingen                    | 7 068            | 16,4 km²         |
|                        |                  | Sandhausen                   | 14 336           | 14,6 km²         |
|                        |                  | Schönbrunn                   | 2 987            | 34,5 km²         |
|                        |                  | Spechbach                    | 1 720            | 8,5 km²          |
|                        |                  | St. Leon-Rot                 | 12 539           | 25,6 km²         |
|                        |                  | Wiesenbach                   | 3 092            | 11,1 km²         |
|                        |                  | Wilhelmsfeld                 | 3 293            | 4,8 km²          |
|                        |                  | Zuzenhausen                  | 2 138            | 11,6 km²         |

|  | Dilsberg     |
|  | Eberbach     |
|  | Hockenheim   |
|  | Ladenburg    |
|  | Neckargemünd |
|  | Schriesheim  |
|  | Schwetzingen |
|  | Sinsheim     |
|  | Weinheim     |